# A Haughey Air AgustaWestland AW139-es gépének lezuhanása
2014. március 13-án felszállás közben lezuhant a Haughey Air AgustaWestland AW139-es helikoptere, amely az Egyesült Királyságon belül az kelet-angliai Gillinghamből (Norfolk megye) az észak-írországi Rostrevorba  tartott. A fedélzeten lévő mind a négy személy életét vesztette, köztük Edward Haughey is.

## A helikopter
A szerencsétlenséget szenvedett repülőeszköz egy  AgustaWestland AW139 típusú 31421-es sorozatszámon gyártott, G-LBAL lajstromjellel ellátott helikopter volt. A gépet Olaszországban készítették 2012-ben, és ugyanez év szeptember 18-án regisztrálták az Egyesült Királyságban a Haughey Air számára. A Haughey Air tulajdonosa Edward Haughey, Ballyedmond bárója volt. Ez volt a társaság egyetlen olyan gépe, melyet az AgustaWestlandtől szereztek be. Edward Haughey fél évvel korábban (2013 szeptemberében) keresetet nyújtott be az AgustaWestland ellen, mivel szivárgott az olaj, gondok voltak a rotorok szélével, valamint problémák adódtak a helikopter kommunikációs és navigációs rendszereivel is.

## A baleset
A helikopter 19:26-kor (UTC) csapódott földbe Gillingham mellett, nem sokkal azután, hogy onnan felszállt, hogy Coventryn keresztül Rostrevorba menjen. A baleset egyik szemtanúja szerint a helikopter 45 fokos szögben zuhant a föld felé. A gép orra súlyosan megrongálódott a becsapódáskor. A baleset idejében ködös volt az idő. A fedélzeten lévő mind a négy ember – a kétfős személyzet és a két utas is – életét vesztette. Az utasok egyike Edward Haughey volt. Az áldozatok holttesteit másnap emelték ki a roncsok közül.
A norfolki rendőrség az északír rendőrség segítségét kérte a baleset kivizsgálásában. Edward Haughey Norbrook Laboratories cégét is megkérték, hogy legyenek segítségükre az eset felderítésében. A helyszínt hivatalosan március 14-én adták át a vizsgálatot lefolytató légi katasztrófákkal foglalkozó brit szervezetnek (Air Accident Investigation Branch, AAIB). A norfolki rendőrség kijelentette, hogy meggyőződésük szerint a baleset körül nem merült fel bűncselekmény gyanúja. Március 15-én eltávolították a rotor részeit, és a gép orrát. Ezzel megkezdődött a roncsok elszállítása. Szintén ezen a napon szivattyúzták át a még a gépben maradt üzemanyagot egy teherautóba. A roncsokat március 16-án az AAIB Farnborough-i központjába vitték. Az AAIB helyszíni vizsgálatát több szervezet is segítette, mint például a Norfolki tűzoltóság és a katasztrófavédelem emberei, a Brit Királyi Légierő és a Brit Királyi Haditengerészet. A szerencsétlenség után a rendőrség több környező utat is lezárt. Az utolsó útzárat március 17-én 09:25-kor oldották fel.
Egy norfolki bíróság március 20-án rendelte el a holttestek igazságügyi vizsgálatát. Miután megállapították, hogy mind a négy utas fej- és nyaki sérüléseket szerzett, a vizsgálatot július 24-ig meghosszabbították.

## Nyomozás
A légi katasztrófákkal foglalkozó brit szervezet (AAIB) vizsgálatot indított az ügyben. A nyomozásban felkérésükre az AgustaWestland is segítette a szervezetet. A gép feketedobozait március 15-én emelték ki a roncsok közül. Az AAIB egy április 4-én kiadott speciális közleményében kifejtette, hogy a helikopterben nem történt mechanikai meghibásodás, és a gép felszállása illetve a baleset időpontja között semmilyen tárggyal nem ütközött. A vizsgálat végleges anyagát 2015 október 8-án hozták nyilvánosságra, mely szerint a balesetet pilótahiba okozta.

## Külső hivatkozások
- A helikopter fényképen
- A lezuhant helikopterről készült videó